# محمدریز
محمد ریز، روستایی از توابع بخش شنبه و طسوج شهرستان دشتی استان بوشهر ایران است.

## جمعیت
این روستا در دهستان طسوج قرار دارد و بر اساس سرشماری سال ۱۳۸۵ آمار رسمی جمعیت آن (۵ خانوار) ۲۹ نفر می‌باشد.